# SARSコロナウイルス2-イータ株

2021年7月1日時点でイータ株の症例が確認されている国・地域（GISAID発表）
凡例:
確認症例数 1,000+
確認症例数 500–999
確認症例数 100–499
確認症例数 10–99
確認症例数 2–9
確認症例数 1
確認症例数 0 / またはデータなし

SARSコロナウイルス2-イータ株（サーズコロナウイルスツー イータかぶ、英語: SARS-CoV-2 Eta variant、別名: 系統 B.1.525、VUI-21FEB-03〈旧表記: VUI-202102/03〉、UK1188、21D、20A/S:484K、G/484K.V3）は、新型コロナウイルス感染症 (COVID-19) の原因ウイルスとして知られるSARSコロナウイルス2 (SARS-CoV-2) の変異株である。2020年12月にイギリスとナイジェリアで最初に検出された。
世界保健機関 (WHO) は注目すべき変異株 (VOI) に指定し、WHOラベルではイータ株 (Eta variant) に分類していたが、2021年9月にVOIから除外された。
2021年3月5日時点で、ヨーロッパやアメリカ・オーストラリア・シンガポールなど23ヶ国で検出されている。同年2月15日時点で、ナイジェリアではサンプル中で最も高い頻度で発生しており、2月24日時点でイギリスでは56症例が見つかっている。また、フランスの海外県・地域であるマヨットでも報告されている。すべてのCOVID-19症例をシーケンスしているデンマークでは、同年1月14日から2月21日までに113症例が発見されており、そのうち7件はナイジェリアへの旅行と直接の関係がある。
イギリスの専門家は、どの程度のリスクになる可能性があるかを理解するために研究を続けている。現在はイングランド公衆衛生庁 (PHE) により、調査中の変異株 (VUI) と見なされているが、さらなる調査が行われれば、懸念される変異株 (VOC) になる可能性がある。ケンブリッジ大学のProf Ravi GuptはBBCのインタビューで、系統 B.1.525は他の新しい変異株の一部ですでに見られた「重要な突然変異」を持っているように見えるが、それらの効果はある程度予測可能であるため、部分的には安心出来るものだと答えている。

## 分類

### 命名
2020年12月、この系統がイギリスやナイジェリアなど複数国で初めて記録され、後に系統 B.1.525 (lineage B.1.525) と命名された。2021年5月末、WHOは懸念される変異株 (VOC) や注目すべき変異株 (VOI) にギリシャ文字を使用する新しい方針を導入した後、系統 B.1.525に対しイータ (η:Eta) のラベルを割り当てた。

### 変異
イータ株はアルファ、ベータ、ガンマ変異株で見つかったN501Y変異を持っていないが、ベータ、ガンマ、ゼータ変異株で見つかったE484K変異を持ち、さらにアルファ、 N439K（系統 B.1.141およびB.1.258）、Y453F (Cluster 5) 変異株で見つかったΔH69/ΔV70（69位と70位のアミノ酸ヒスチジンとバリンの欠失）欠失を持っている。
イータ株が他の変異株と異なる点は、E484K変異とF888L変異（スパイクタンパク質のS2ドメインにおけるフェニルアラニン (F) のロイシン (L) への置換）の両方を持っていることである。

スパイクタンパク質に焦点を当てたSARS-CoV-2のゲノムマップ上にプロットされたイータ株のアミノ酸変異[9]。

## 日本での感染確認
厚生労働省は2021年9月9日、2020年12月以降の日本入国時における検疫でイータ株の感染者が18人確認されていたことを明らかにした。

## 統計
| 国別の感染者数（2021年8月27日時点/GISAID） | 国別の感染者数（2021年8月27日時点/GISAID） | 国別の感染者数（2021年8月27日時点/GISAID） |
| 国                                         | 感染者数                                   | 最新報告ケース                             |
| ------------------------------------------ | ------------------------------------------ | ------------------------------------------ |
| カナダ                                     | 1,403                                      |                                            |
| アメリカ合衆国                             | 1,184                                      | 2021年6月11日                              |
| ドイツ                                     | 738                                        | 2021年6月23日                              |
| フランス                                   | 686                                        | 2021年6月8日                               |
| デンマーク                                 | 613                                        | 2021年5月24日                              |
| イギリス                                   | 517                                        | 2021年5月31日                              |
| イタリア                                   | 397                                        | 2021年6月22日                              |
| ナイジェリア                               | 255                                        | 2021年5月21日                              |
| インド                                     | 221                                        | 2021年5月31日                              |
| スペイン                                   | 174                                        | 2021年6月18日                              |
| ノルウェー                                 | 81                                         | 2021年5月9日                               |
| ベルギー                                   | 74                                         | 2021年6月22日                              |
| アイルランド                               | 71                                         | 2021年5月29日                              |
| スイス                                     | 55                                         | 2021年6月13日                              |
| オランダ                                   | 54                                         | 2021年5月31日                              |
| ルクセンブルク                             | 52                                         | 2021年5月20日                              |
| スロベニア                                 | 52                                         | 2021年4月8日                               |
| トルコ                                     | 47                                         | 2021年3月31日                              |
| ガーナ                                     | 38                                         | 2021年4月4日                               |
| ウガンダ                                   | 37                                         | 2021年5月12日                              |
| 南スーダン                                 | 36                                         | 2021年4月3日                               |
| フィンランド                               | 25                                         | 2021年4月9日                               |
| トーゴ                                     | 25                                         | 2021年2月25日                              |
| ポルトガル                                 | 24                                         | 2021年6月11日                              |
| バングラデシュ                             | 18                                         | 2021年6月15日                              |
| オーストリア                               | 17                                         | 2021年4月30日                              |
| イスラエル                                 | 17                                         | 2021年5月18日                              |
| 日本                                       | 17                                         | 2021年6月2日                               |
| オーストラリア                             | 15                                         | 2021年5月31日                              |
| ケニア                                     | 13                                         | 2021年4月30日                              |
| マルタ                                     | 13                                         | 2021年6月21日                              |
| 南アフリカ                                 | 13                                         | 2021年5月26日                              |
| コートジボワール                           | 10                                         | 2021年2月25日                              |
| ポーランド                                 | 10                                         | 2021年3月14日                              |
| シンガポール                               | 10                                         | 2021年4月27日                              |
| スウェーデン                               | 8                                          | 2021年4月14日                              |
| アンゴラ                                   | 7                                          | 2021年4月16日                              |
| カメルーン                                 | 7                                          | 2021年3月2日                               |
| ニジェール                                 | 6                                          | 2021年4月1日                               |
| フィリピン                                 | 6                                          | 2021年3月24日                              |
| ギニア                                     | 5                                          |                                            |
| インドネシア                               | 5                                          | 2021年5月5日                               |
| クウェート                                 | 5                                          | 2021年6月5日                               |
| ルワンダ                                   | 5                                          | 2021年1月28日                              |
| コスタリカ                                 | 4                                          | 2021年3月28日                              |
| レユニオン                                 | 4                                          | 2021年5月25日                              |
| マレーシア                                 | 3                                          | 2021年3月27日                              |
| マリ                                       | 3                                          | 2021年4月4日                               |
| ギリシャ                                   | 2                                          | 2021年4月9日                               |
| グアドループ                               | 2                                          | 2021年3月11日                              |
| ヨルダン                                   | 2                                          | 2021年1月7日                               |
| マヨット島                                 | 2                                          | 2021年3月29日                              |
| カタール                                   | 2                                          | 2021年4月15日                              |
| ロシア                                     | 2                                          | 2021年5月11日                              |
| 韓国                                       | 2                                          | 2021年2月26日                              |
| タイ                                       | 2                                          | 2021年3月1日                               |
| アルゼンチン                               | 1                                          | 2021年5月4日                               |
| ベラルーシ                                 | 1                                          | 2021年3月22日                              |
| ブラジル                                   | 1                                          | 2021年2月15日                              |
| エストニア                                 | 1                                          | 2021年3月29日                              |
| ガボン                                     | 1                                          | 2021年3月30日                              |
| ガンビア                                   | 1                                          |                                            |
| ラトビア                                   | 1                                          | 2021年4月26日                              |
| モロッコ                                   | 1                                          | 2021年3月2日                               |
| セネガル                                   | 1                                          | 2021年5月11日                              |
| スリランカ                                 | 1                                          | 2021年4月28日                              |
| チュニジア                                 | 1                                          | 2021年3月5日                               |
| アルメニア                                 | 3                                          | 2021年8月5日                               |
| ブータン                                   | 1                                          |                                            |
| ジブラルタル                               | 2                                          |                                            |
| キルギス                                   | 16                                         | 2021年6月17日                              |
| 世界（71カ国）                             | 合計：7,129                                | 2021年8月27日現在の合計                    |